# Ferrieria echinata
Ferrieria echinata is een spinnensoort in de taxonomische indeling van de buisspinnen (Anyphaenidae).
Het dier behoort tot het geslacht Ferrieria. De wetenschappelijke naam van de soort werd voor het eerst geldig gepubliceerd in 1901 door Albert Tullgren.